# Thomas Dundas (1er baron Dundas)
Thomas Dundas (16 février 1741 - 14 juin 1820) est un homme politique britannique qui siège à la Chambre des communes de 1763 à 1794. Élevé à la Pairie en tant que baron Dundas. Il est commandant du Charlotte Dundas, le "premier bateau à vapeur au monde".

## Biographie

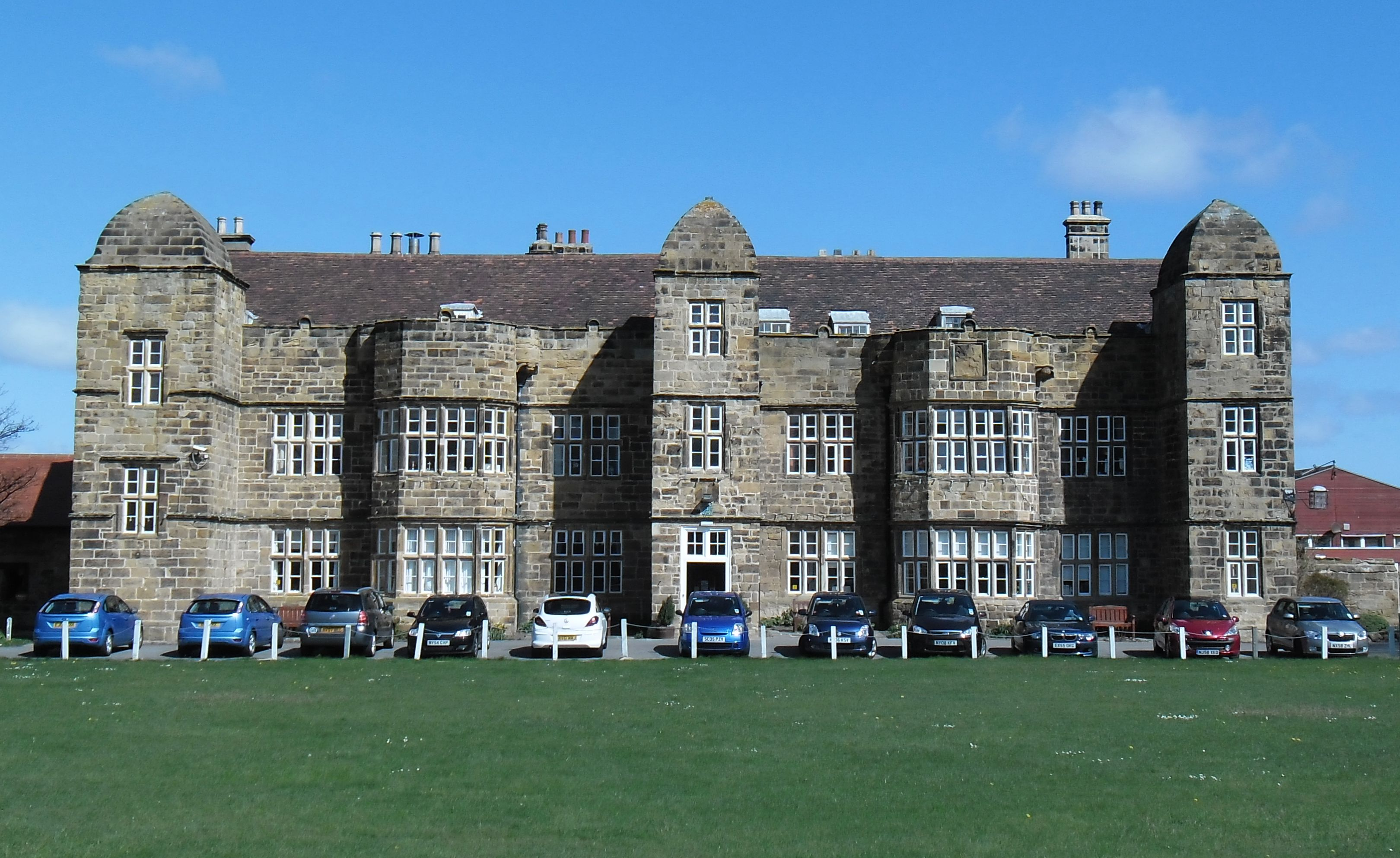
Marske Hall

Il est le fils unique de Lawrence Dundas (1er baronnet), le "Nabab du Nord". Après des études au Collège d'Eton et à l'université de St Andrews il fait le Grand Tour, puis devient député de Richmond, de 1763 à 1768, puis de Stirlingshire, de 1768 à 1794. Il est élevé à la pairie comme baron Dundas de Aske en août 1794, et est également Lord Lieutenant et vice-amiral des Orcades et Shetland, conseiller d'Etat du prince de Galles (futur George IV), président de la Société des antiquaires écossais et colonel de la milice de North York. Il acquiert Marske Hall dans le North Yorkshire en 1762 après le décès de William Lowther. Il succède à son père comme 2e baronnet en 1781, héritant d'Aske Hall, également dans le North Yorkshire.

## Charlotte Dundas
Il a suivi son père en prenant un intérêt dans Grangemouth et dans le canal de Forth et Clyde, en construction en 1768 et 1790, et il aurait été au courant des essais sur le canal de Patrick Miller de Dalswinton de bateau à aubes propulsé par une machine à vapeur équipée par William Symington. En 1800, Dundas, en tant que gouverneur de la Forth et de la Clyde Canal Company, charge Symington de concevoir un remorqueur à vapeur après une tentative ratée du capitaine John Schank pour le canal de Bridgewater.
Le bateau est construit par Symington. En juin 1801, des essais réussis ont lieu sur le fleuve Carron et d'autres essais sont conduits pour remorquer des sloops de la rivière Forth en remontant le Carron et de là le long des canaux de Forth et de Clyde. Les autres propriétaires du canal sont préoccupés par les dommages causés par les vagues aux berges du canal et le Comité décide que le bateau "ne répondait en aucun cas à l'objectif".
Symington propose un bateau amélioré sous la forme d'un modèle, montré à Lord Dundas, du bateau qui va devenir célèbre comme le Charlotte Dundas, nommé en l'honneur d'une de ses filles. Un compte-rendu indique que Lord Dundas a conseillé à Symington de préparer le modèle et de l'apporter à Londres, où Symington est présenté au duc de Bridgewater, suffisamment enthousiaste pour commander immédiatement huit bateaux de construction similaire pour son canal. Malheureusement, le duc de Bridgewater est décédé quelques jours avant la première navigation.
Lord Dundas et quelques-uns de ses parents et amis sont à bord pour la première navigation du bateau sur le canal en 1803, mais malgré le succès de Charlotte Dundas, les craintes d'une érosion des berges prévalent et les essais prennent fin.

## Famille
Dundas est mort en 1820. Il épouse le 24 mai 1764, Charlotte Fitzwilliam, fille de William Fitzwilliam, et ils ont 14 enfants:
- Lawrence Dundas (1er comte de Zetland) (1766 - 1839)
- Anne Dundas (1767)
- Thomas Dundas (né en 1768; mort jeune)
- William Lawrence Dundas (18 mai 1770 - 1796), décédé à Saint-Domingue
- Charles Lawrence Dundas (18 juillet 1771 - 25 janvier 1810), marié à Lady Caroline Beauclerk, fille d'Aubrey Beauclerk (5e duc de Saint-Albans)
- Margaret Dundas (9 novembre 1772 - 8 mai 1852), mariée à Archibald Spiers
- Charlotte Dundas (18 juin 1774 - 5 janvier 1855), mariée à William Wharton
- Thomas Lawrence Dundas (12 octobre 1775 - 17 mars 1848)
- Frances Laura Dundas (24 mai 1777 - 27 novembre 1844), mariée à Robert Chaloner
- George Dundas (officier) (en) (1778 - 1834)
- Robert Lawrence Dundas (27 juillet 1780 - 23 novembre 1844)
- Dorothy Dundas (août 1785 - décembre 1790)
- Mary Dundas (30 mai 1787 - 1er novembre 1830), mariée à Charles Wentworth-Fitzwilliam (5e comte Fitzwilliam)
- Isabella Dundas (25 février 1790 – 6 décembre 1887), mariée à John Charles Ramsden